# Kindswieskapelle

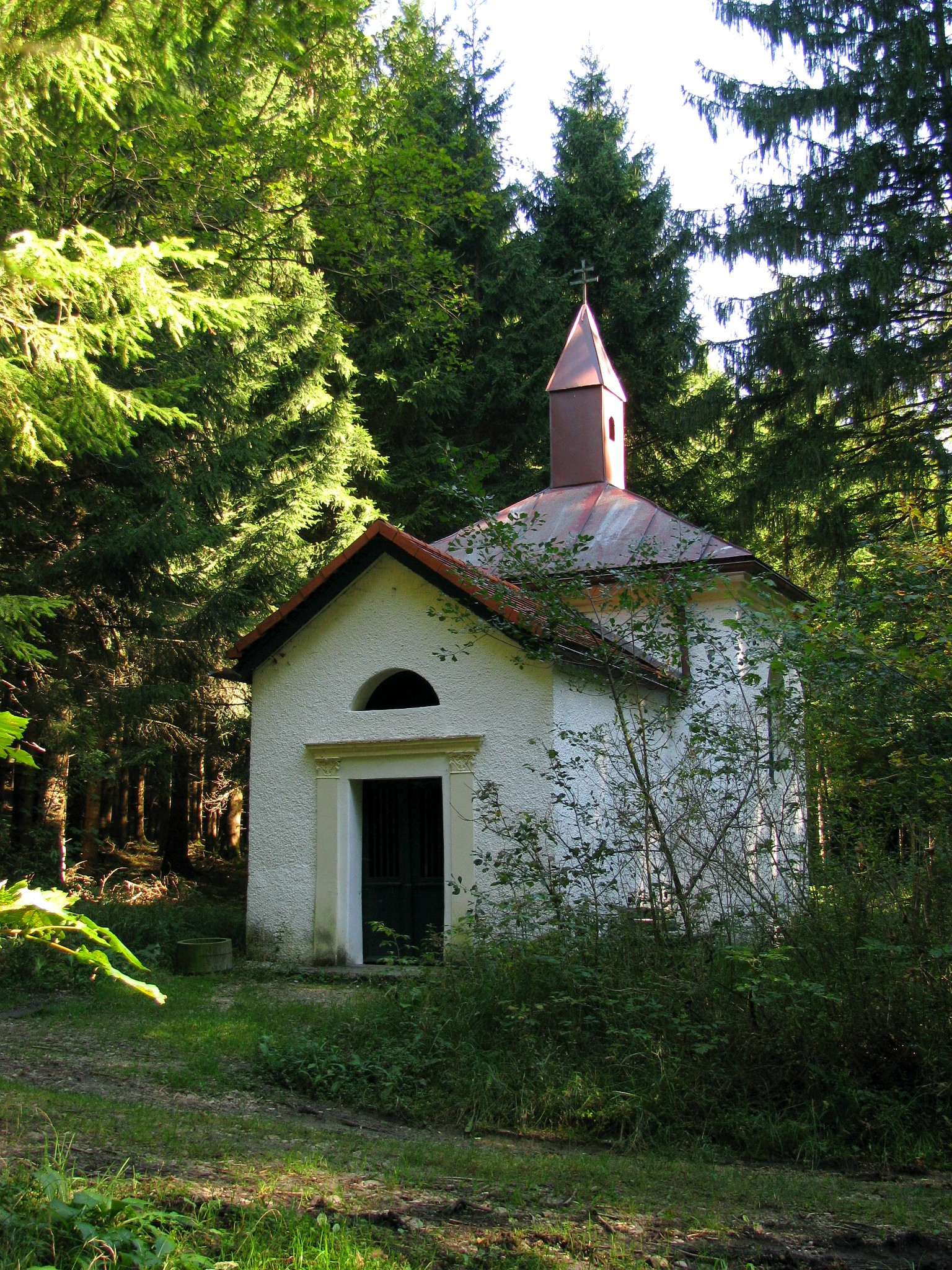
Kindswieskapelle in Neufahrn

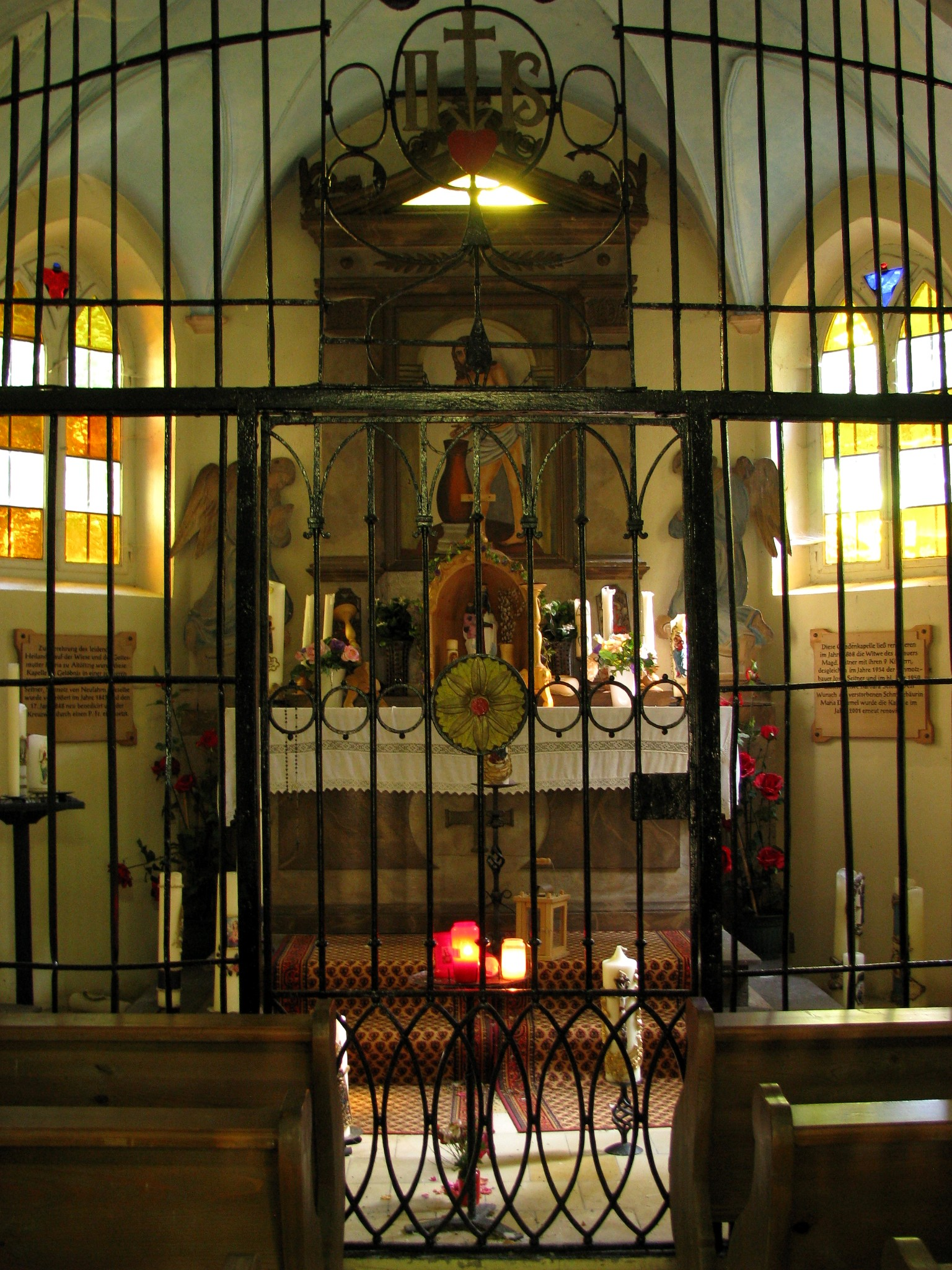
Chor

Die Kindswieskapelle in Neufahrn, einem Ortsteil der oberbayerischen Gemeinde Egling im Landkreis Bad Tölz-Wolfratshausen, wurde Mitte des 19. Jahrhunderts errichtet. Die Kapelle in neugotischen Formen, eineinhalb Kilometer südlich von Neufahrn im Wald gelegen, ist ein geschütztes Baudenkmal.
Der niedrige Satteldachbau besitzt einen Chor, der mit einem Walmdach gedeckt ist.  Auf dem Chor sitzt ein schmaler Dachreiter.